# 1498 w literaturze
Wydarzenia literackie w 1498 roku.

## Urodzeni
- Marcantonio Flaminio, włoski poeta